# Галисия (футбольный клуб)
«Спортивный клуб Гали́сия» (порт.-браз. Galícia Esporte Clube) — бразильский футбольный клуб из города Салвадор, штат Баия.

## История
«Спортивный клуб Галисия» был основан 1 января 1933 года мигрантами из испанского региона Галисия. Идея создать команду впервые была высказана в пекарне Париж на улице Ладейра-да-Праса, а встреча, где было принято решение об основании клуба прошло в кондитерской Мадри-ну-Комерсиу. Целью основания команды стала попытка объединения крупной колонии выходцев из этого европейского региона и местных жителей, а также интеграция галисийцев в местную социальную жизнь. Основателем «Галисии» называют испанца Эдуардо Кастро де Лоис Лейро, работавшего в Салвадоре портным. А первым президентом клуба стал другой выходец из Галисии — Эдуардо Карлос де ла Иглесиас. Другими членами первого состава руководства «Галисии» стали Эдуардо Барраль, Немесио Мартинес, Кандидо Транкосо, Виктор Ольберос, Архемиро Ривас и Никанор Мартинес. Любопытно, что первоначально клуб назывался «Спорт-Клуб Галисия» (порт.-браз. Galícia Sport Club) и лишь потом переименован в «Спортивный клуб Галисия». Уже в 1935 году команда выиграла серебряные медали чемпионат штата Баия, а спустя два года отпраздновала победу в турнире. В 1941 году достижение удалось повторить, а затем клуб ещё два раза подряд становился сильнейшей командой штата, став первым клубом, три раза подряд выигравшем это соревнование. В 1968 году был выигран пятый титул чемпиона штата. Затем успехи «Галисии» прервались, лишь в 1980 и 1982 годах команда завоевала серебряные медали Баии.
В 1995 году «Галисия» в последний раз вышла в финал чемпионата штата, а спустя четыре сезона вылетела во второй дивизион. А в 2002 году приняла решение сняться с первенства и выступал только в любительских лигах Баии. В 2006 году клуб вновь стал выступать в профессиональном футболе. Он несколько раз был близок к выходу в серию А первенства штата, однако в первый после возвращения сезон стал третьим, а в 2007 году — вторым. Лишь в 2013 году «Галисия» вышла в серию А Баии. В том сезоне клуб выступал в специальной форме с красными и жёлтыми цветами, в честь родины её основателей — Испании. В 2017 году команда вновь вылетела во второй дивизион. В 2020 и 2021 годах «Галисия» снималась с соревнований в профессиональном футболе, вновь приняв решение участвовать в первенстве серии В чемпионата штата лишь в 2022 году. В начале 2024 года «Галисия» попала в серьёзный финансовый кризис, который даже поставил вопрос о продолжении существования команды.

## Символы
Гербом клуба «Галисия» стало стилизованное изображение региона Галисии — белый герб с диагональной синей полосой с красным крестом ордена Сантьяго по центру. Форма была выбрана также в белых и синих цветах. Маскотом клуба является гренадёр

## Достижения
- Чемпион штата Баия: 1937, 1941, 1942, 1943, 1968